# عائشة ليتيم
عائشة ليتيم - عائشة راشد سلطان ليتيم، سيدة أعمال وبرلمانية إماراتية ، رئيس مجلس سيدات أعمال أم القيوين، وهي عضو المجلس الوطني الأتحادي بدولة الإمارات العربية المتحدة، 

## سيرتها الشخصية
نشأت عائشة ليتيم في إمارة أم القيوين ، لها دور واضح وفعال في دعم التنمية الاقتصادية لإمارة أم القيوين بصورة خاصة وعلى مستوى الدولة بصورة عامة من خلال الأنشطة والبرامج المختلف التي نفذها المجلس الذي تترأسه.والذبي يحرص على توحيد جهود سيدات الأعمال والارتقاء بمصالحهن وتدارس المشاكل والمعوقات التي تواجه أعمالهن والعمل على توفير الحلول، إلى جانب تنظيم ورش العمل والدورات التدريبية على يد متخصصين في ادارة المال والأعمال بالإضافة إلى تنظيم المعارض النوعية ودعم الابتكارات والأفكار التي من شأنها دعم التنمية المستدامة ... فضلا عن أن المجلس عمل منذ تأسيسه على تعزيز علاقات التعاون مع العديد من الهيئات والمنظمات محلياً واقليمياً ودولياً وعلى تبادل الخبرات والمعرفة والمساهمة في وضع المعالم العامة للخريطة الاستثمارية والكشف عن فرص ومجالات الاستثمار

## حياتها العملية
ترأست عائشة ليتيم خلال مسيرتها العملية العديد من اللجان والمناصب ومنها
- رئيس الجنة شؤون التقنية والطاقة والثروة المعدنية " بالمجلس الوطني الاتحادي[3]
- رئيس مجلس سيدات أعمال أم القيوين - الإمارات العربية المتحدة 1012م[4]
- النائب الثاني لرئيس مجلس إدارة مجلس سيدات أعمال الإمارات
- عضو المجلس الوطني الأتحادي - دولة الإمارات العربية المتحدة.[5][6]
- نائب أمين الصندوق في مجلس إدارة "غرفة تجارة وصناعة أم القيوين"2017
- عضو مجموعة الشعبة البرلمانية الإماراتية في الأتحاد البرلماني العربي.[7]
- عضو لجنة شؤون المرأة والطفولة في الأتحاد.[7]